# Lynn Vidali
Lynn Marie Vidali, née le 26 mai 1952 à San Francisco, est une nageuse américaine.

## Carrière
Licenciée au Santa Clara Swim Club, Lynn Vidali dispute les  Jeux olympiques de 1968 à Mexico, où elle est médaillée d'argent du 400 mètres quatre nages et est éliminée en qualifications du 100 mètres brasse. Aux Jeux olympiques de 1972 à Munich , elle remporte la médaille de bronze à l'issue de la finale du 200 mètres quatre nages et termine septième du 400 mètres quatre nages.